# Metaphycus longicaudae
Metaphycus longicaudae is een vliesvleugelig insect uit de familie Encyrtidae. De wetenschappelijke naam is voor het eerst geldig gepubliceerd in 1996 door Shi, Si & Wang.